# Los Quinichez
Los Quinichez är en ort i Mexiko.   Den ligger i kommunen Ocosingo och delstaten Chiapas, i den sydöstra delen av landet, 800 km öster om huvudstaden Mexico City. Los Quinichez ligger 866 meter över havet och antalet invånare är 185.
Terrängen runt Los Quinichez är varierad. Runt Los Quinichez är det glesbefolkat, med 16 invånare per kvadratkilometer. Närmaste större samhälle är Ocosingo, 13,2 km väster om Los Quinichez. I omgivningarna runt Los Quinichez växer i huvudsak städsegrön lövskog.